# Stolice (Majevica)
Stolice su najviši vrh niske planine Majevice u BiH. Njegova visina je 916 metara nadmorske visine. 
Do vrha se cestom može doći preko planinskog prijevoja Banj brdo (600 m) koji je ispod istoimenog vrha (700,4 m). Preko ovog prijevoja povezan je Tuzlanski bazen s Posavinom. Put prolazi između prostora Dugih njiva na jugu i kote Konjic (903 m). Ispod puta je izvor Orač. Dalje put vodi preko miniranog područja i nije preporučljivo sići s ceste. Zadnja dionica ceste prije vrha prolazi kroz gusto obraslu bjelogoričnu šumu gdje prevladava bukva. Cesta je nekad bila asftaltirana a izjele su je atmosferilije i oštetila teška motorna vozila.
Na vrhu je u bivšoj Jugoslaviji bio izgrađen telekomunikacijski sustav za za potrebe vojske i građana Bosne i Hercegovine. Srušio ga je NATO zračnim udarima zračnim udarima Operacije Namjerna sila na položaje Republike Srpske 30. kolovoza 1995. godine u 03:00. u bivšoj Jugoslaviji.

## Vanjske poveznice
- (srp.) Priboj Majevički SFOR na Majevici
- (boš.) Nezavisni kalesijski portal S. Sakić: FOTO&VIDEO Najveći vrh Majevice 27. studenoga 2014.